# Erizada
Erizada Walker, 1865 è un genere di lepidotteri appartenente alla famiglia Nolidae, diffuso in Asia sud-orientale.

## Tassonomia

### Specie
- Erizada lichenaria Walker, 1865
- Erizada rufa Hampson, 1905